# ギャラティン郡 (イリノイ州)
ギャラティン郡（英: Gallatin County）は、アメリカ合衆国イリノイ州の南東部に位置する郡である。2010年国勢調査での人口は5,589人であり、2000年の6,445人から13.3%減少した。郡庁所在地はショーニータウン市（人口1,239人）であり、同郡で人口最大の都市でもある。

## 歴史
19世紀初期、塩の製造が州内最初の主要産業になった。最初に開発された塩製造所は、イクオリティの町から約5マイル下流のセイリーン川南岸にあるグレート・ソルト・スプリングで、インディアンとフランス人によるものだった。1803年からは、セイリーン川の北岸、イクオリティの南西のハームーン・リックでも製造所が開発された。今日のハームーン・リックは私有地だが、グレート・ソルト・スプリングはショーニー国立の森内の公有地にあり、ソルトウェル道路の州道1号線に架かるセイリーン川橋から西に約1マイル (1.6 km) にある 。
ギャラティン郡は1812年にランドルフ郡から分離して設立された。郡名は当時アメリカ合衆国財務長官を務めていたアルバート・ギャラティンに因んで名付けられた。当時ショーニータウンにあった銀行は州内唯一のものだった。その建物は後に再建されてジョン・マーシャルの邸宅となり、ギャラティン郡歴史協会の博物館になっている。現在のオールドショーニータウンで約1ブロック先の州立歴史史跡になっているイリノイ州立銀行の建物は別物である。

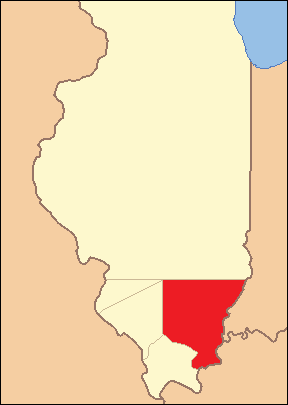
1812年創設時から1815までの郡領域
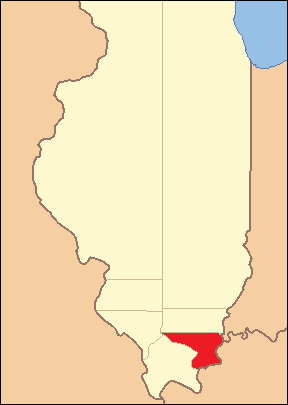
1815年から1816年まで
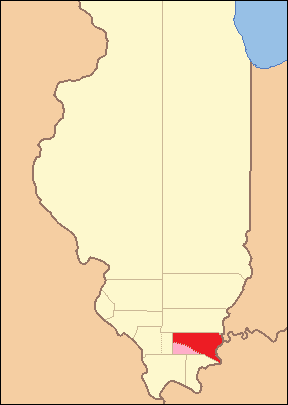
1816年から1818年まで、未編入領域が暫定的に付設された
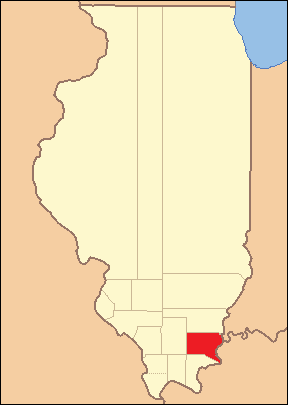
1818年から1847年まで
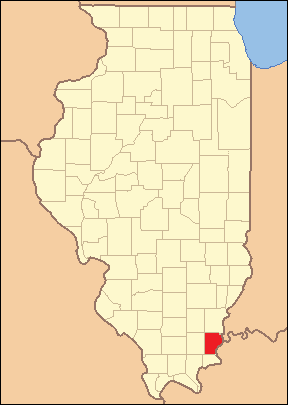
セイリーン郡が分離した1847年から現在までの領域

## 地理
アメリカ合衆国国勢調査局に拠れば、郡域全面積は104.67平方マイル (271.1 km2)であり、このうち陸地98.81平方マイル (255.9 km2)、水域は5.87平方マイル (15.2 km2)で水域率は5.61%である。
ウォバッシュ川とオハイオ川が郡北東部で合流している。セイリーン川が郡内の主要河川であり、オハイオ川に注いでいる。

### 主要高規格道路
- アメリカ国道45号線
- イリノイ州道1号線
- イリノイ州道13号線
- イリノイ州道141号線
- イリノイ州道142号線

### 隣接する郡
- ホワイト郡 - 北
- ポージー郡 (インディアナ州) - 北東
- ユニオン郡 (ケンタッキー州) - 東
- ハーディン郡 - 南
- セイリーン郡 - 西
- ハミルトン郡 - 北西

### 国立保護地域
- ショーニー国立の森（部分）

## 気候と気象
近年、郡庁所在地であるショーニータウン市の平均気温は1月の21°F (-6 ℃) から7月の87°F (31 ℃) まで変化している。過去最低気温は1994年1月に記録された-22°F (-30 ℃) であり、過去最高気温は2007年8月に記録された104°F (40 ℃) である。月間降水量は10月の3.22インチ (82 mm) から5月の5.02インチ (128 mm) まで変化している。

## 人口動態

2000人口ピラミッド

### 2010年国勢調査
人種別人口構成
- 白人: 97.9%
- アフリカン・アメリカン: 0.2%
- ネイティブ・アメリカン: 0.3%
- アジア人: 0.1%
- 太平洋諸島系: 0.0%
- 混血: 1.2%
- ヒスパニック・ラテン系: 1.2%

### 2000年国勢調査
以下は2000年国勢調査による人口統計データである。
| 基礎データ - 人口: 6,445人 - 世帯数: 2,726 世帯 - 家族数: 1,837 家族 - 人口密度: 8人/km2（20人/mi2） - 住居数: 3,071軒 - 住居密度: 4軒/km2（10軒/mi2） 人種別人口構成 - 白人: 98.37% - アフリカン・アメリカン: 0.26% - ネイティブ・アメリカン: 0.71% - アジア人: 0.06% - 太平洋諸島系: 0.03% - その他の人種: 0.09% - 混血: 0.47% - ヒスパニック・ラテン系: 0.87% 先祖による構成 - アメリカ人：28.8% - ドイツ系：18.3% - アイルランド系：14.5% - イギリス系：12.8% - フランス系：5.26% 言語による構成 - 英語：98.2% - スペイン語：1.3% | 年齢別人口構成 - 18歳未満: 22.2% - 18-24歳: 8.2% - 25-44歳: 25.4% - 45-64歳: 26.0% - 65歳以上: 18.2% - 年齢の中央値: 41歳 - 性比（女性100人あたり男性の人口） - 総人口: 94.1 - 18歳以上: 90.0 世帯と家族（対世帯数） - 18歳未満の子供がいる: 28.3% - 結婚・同居している夫婦: 54.8% - 未婚・離婚・死別女性が世帯主: 9.8% - 非家族世帯: 32.6% - 単身世帯: 29.4% - 65歳以上の老人1人暮らし: 16.1% - 平均構成人数 - 世帯: 2.34人 - 家族: 2.90人 収入と家計 - 収入の中央値 - 世帯: 26,118米ドル - 家族: 34,539米ドル - 性別 - 男性: 30,750米ドル - 女性: 20,280米ドル - 人口1人あたり収入: 15,575米ドル - 貧困線以下 - 対人口: 20.7% - 対家族数: 15.3% - 18歳未満: 31.1% - 65歳以上: 14.1% |

## 郡政府
ギャラティン郡政府は5人の委員からなる郡政委員会が率いている。さらに10の郡区に分割されている。

### 郡区
| - アシュベリー - ボウルズビル - イーグルクリーク - イクオリティ - ゴールドヒル | - ニューヘイブン - ノースフォーク - オマハ - リッジウェイ - ショーニー |

## 都市と町
| - イクオリティ - ジャンクション - ニューヘイブン - オールドショーニータウン | - オマハ - リッジウェイ - ショーニータウン - 郡庁所在地 |

### 未編入の町とゴーストタウン
| - ボウルズビル - コットンウッド - エルバ - ギブソニア - ホースシュー | - ローラー - レミントン - ケドロン - ニューマーケット - セイリーンマインズ |